# Recea (okręg Buzău)
Recea – wieś w Rumunii, w okręgu Buzău, w gminie Bisoca. W 2011 roku liczyła 361 mieszkańców. 